# Тит Сабиний Барбар
Тит Сабиний Барбар (на латински: Titus Sabinius Barbarus) е политик и сенатор на Римската империя през 2 век.

## Биография
По времето на император Траян той е легат Augusti pro praetore на III Августов легион в Нумидия след колегата му Луций Стертиний Квинтилиан Ацилий Страбон Гай Куриаций Матерн Клодий Нум.
През 118 г. е суфектконсул заедно с Луций Помпоний Бас. Двамата водят Фасциите (Fasces) още от 9 юли 118 г. и през август, когато новият император Адриан пристига в Рим.